# Internationale Patentklassifikation
Die Internationale Patentklassifikation (offiziell: International Patent Classification, abgekürzt IPC) ist eine hierarchisch aufgebaute Patentklassifikation und dient seit 1975 der einheitlichen Einordnung der technischen Sachverhalte von Patentdokumenten durch die Patentämter. Durch die Erfassung der IPC-Daten in Patentdatenbanken ermöglicht die IPC heute die Patentrecherche von Patentdokumenten in einer Form, die unabhängig von der in den Patentdokumenten benutzten Sprache und Terminologie ist.
Verwendet wird die IPC von den Patentämtern in mehr als 100 Staaten, sowie dem Europäischen Patentamt und der Weltorganisation für geistiges Eigentum (WIPO).
Die Klassifizierung der Patentdokumente erfolgt durch die Vergabe von IPC-Symbolen. Ein vollständiges IPC-Symbol ist ein Code aus Buchstaben und Ziffern, wobei die Reihenfolge der Buchstaben und Ziffern durch die IPC-Notation festgelegt ist (vgl. Abschnitt: Aufbau der IPC und der IPC-Symbole). Die für ein Patentdokument vergebenen IPC-Symbole werden auf den Titelseiten von offengelegten Patentanmeldungen, erteilten Patenten und Gebrauchsmustern angegeben und mit dem INID-Code 51 gekennzeichnet.
Die IPC wird laufend der Entwicklung der Technik angepasst. Die Klassifikation wird derzeit jährlich am 1. Januar aktualisiert und kann in der offiziellen englischen und französischen Fassung auf der Website der Weltorganisation für geistiges Eigentum eingesehen werden.

## Straßburger Abkommen
Grundlage für die IPC ist das multinationale Straßburger Abkommen über die internationale Patentklassifikation (BGBl. 1975 II S. 283, 284), welches durch Weltorganisation für geistiges Eigentum (WIPO) verwaltet wird. Die Mitglieder des Straßburger Abkommens bilden die IPC Union.

## Aufbau der IPC und der IPC-Symbole
Der Aufbau der IPC und der IPC-Symbole sowie die Nutzung des Klassifikationssystems sind im Guide to the International Patent Classification beschrieben.
Die Klassifikation ist hierarchisch eingeteilt. Die oberste Hierarchie bilden die 8 Sektionen (A bis H), welche die Technik in 8 Bereiche einteilen:
| IPC Sektion | Technikbereich                                       |
| ----------- | ---------------------------------------------------- |
| A           | Täglicher Lebensbedarf                               |
| B           | Arbeitsverfahren, Transportieren                     |
| C           | Chemie, Hüttenwesen                                  |
| D           | Textilien, Papier                                    |
| E           | Bauwesen, Erdbohren, Bergbau                         |
| F           | Maschinenbau, Beleuchtung, Heizung, Waffen, Sprengen |
| G           | Physik                                               |
| H           | Elektrotechnik                                       |

Die Sektionen sind jeweils in Klassen, diese jeweils in Unterklassen, diese jeweils in Hauptgruppen und diese häufig in ein oder mehrere Untergruppen unterteilt.
Die einzelnen Stellen der IPC bestehen aus einem IPC-Symbol und einem Titel, der den Umfang der IPC-Stelle angibt. Dabei geht die hierarchische Ebene eine IPC-Symbols bereits aus seinem Format hervor:
- Sektions-Symbol: Großbuchstabe A-H (z. B. B)

- Klassen-Symbol: Sektions-Symbol gefolgt von zwei Ziffern (z. B. B62)

- Unterklassen-Symbol: Klassen-Symbol gefolgt von einem Großbuchstaben (z. B. B62K)

- Hauptgruppen-Symbol: Unterklassen-Symbol gefolgt von 1–3 Ziffern, einem Schrägstrich (/) und den Ziffern 00 (z. B. B62K 19/00)

- Untergruppen-Symbol: Hauptgruppen-Symbol aber statt den Ziffern 00 mindestens zwei andere Ziffern (z. B. B62K 19/06)

Die hierarchische Ebene einer Untergruppe innerhalb der Untergruppen kann aus ihrem Untergruppen-Symbol nicht abgelesen werden, sondern ergibt sich aus der Anzahl der Punkte, die ihrem Titel vorangestellt sind (Punkt-Hierarchie). Direkt unter den Hauptgruppen sind die 1-Punkt-Untergruppen angeordnet, darunter die 2-Punkt-Untergruppen usw.
Bei der Auszeichnung der Patendokumente können nur vollständige IPC-Symbole, vergeben werden, d. h. Haupt- und Untergruppen-Symbole. Hierfür stehen mehr als 76.000 Haupt- und Untergruppen zur Verfügung.
Beispiele für vollständige IPC-Symbole:
B64C 5/00 Stabilisierungsflächen (Hauptgruppen-Ebene)
B62K 19/06 ... rohrförmig (3-Punkt-Untergruppe)
Besonders aus dem zweiten Beispiel (B62K 19/06) wird deutlich, dass sich der Inhalt einer IPC-Stelle oft nicht alleine aus ihrem Titel, sondern nur durch Mitlesen aller ihr übergeordneten IPC-Stellen ergibt:
B62K 19/00 Fahrradrahmen
B62K 19/02 . gekennzeichnet durch den Werkstoff oder Querschnitt der Rahmenteile
B62K 19/04 .. der Werkstoff ist ganz oder hauptsächlich metallisch, z. B. von hoher Elastizität
B62K 19/06 ... rohrförmig

## Aktualisierung der IPC - IPC-Revisionen
Die Aktualisierung und Überarbeitung der IPC erfolgt durch IPC Revision Working Group (IPC/WG), welche ein Untergremium der IPC Union ist. Letztendlich werden die IPC-Revisionen somit durch die Mitglieder des Straßburger Abkommens und durch das Europäische Patentamt erstellt.
Bis zur 8. Ausgabe (2006.01) wurde die IPC alle fünf Jahre aktualisiert. Mit Beginn der 8. Ausgabe wurde das System reformiert und die Klassifikation in einer Basisversion (Core-Level) und der Vollversion (Advanced-Level) verfügbar gemacht. Die Vollversion wurde häufiger revidiert (teilweise zweimal im Jahr) als die Basisversion. Seit 1. Januar 2011 ist diese Aufteilung mit der Ausgabe IPC-2011.01 wieder aufgehoben. Die IPC-Revisionen erfolgen seit der IPC 2009.01 einmal im Jahr zum 1. Januar.

## Weitere Patent-Klassifikationen
Um die technischen Sachverhalte der Patentdokumente noch genauer einteilen zu können und damit konkretere Suchanfragen bei Patentrecherchen zu ermöglichen, wurden auf der IPC aufbauende Patentklassifikationen geschaffen, die die IPC durch weitere Klassifikationsstellen feiner unterteilen. Die interne Feinklassifikation des Deutschen Patent- und Markenamts wird DEKLA genannt. Die Europäische Patentorganisation hat als Feineinteilung die Europäische Patentklassifikation (ECLA) geschaffen, welche im Jahr 2013 durch die ebenfalls auf der IPC basierende Cooperative Patent Classification (CPC) abgelöst wurde. Das Japan Patent Office (JPO) nutzt als Feineinteilung der IPC das FI (file index) Klassifikationssystem. Um die verschiedenen Feineinteilungen der IPC zu harmonisieren, wurde wiederum ein Verband aus fünf Organisationen für geistiges Eigentum namens five IP offices (IP5) gegründet, dem das Europäische Patentamt, das US Patent and Trademark Office das Japan Patent Office (JPO), das Korean Intellectual Property Office (KIPO) und die China National Intellectual Property Administration (CNIPA) angehören.
Einige Patentämter benutzen/benutzten auch von der IPC unabhängige Patentklassifikationen, die einen grundsätzlich anderen Aufbau als die IPC besitzen. So nutzt das Japan Patent Office neben dem IPC-basierten FI-Klassifikationssystem das F-term-Klassifikationssystem und vom US Patent and Trademark Office stammt die USPC.

## Weitere Schutzrechts-Klassifikationen
Für andere Schutzbereiche des Geistigen Eigentums gibt es andere Klassifikationen: die Internationale Klassifikation von Waren und Dienstleistungen (Nizza-Klassifikation, siehe auch Markenklassifikation), die Internationale Klassifikation der Bildbestandteile von Marken (Wiener Klassifikation) und die Internationale Klassifikation für gewerbliche Muster und Modelle Locarno-Klassifikation.